# Australië op de Olympische Winterspelen 1988
Tijdens de Olympische Winterspelen van 1988, die in Calgary (Canada) werden gehouden, nam Australië voor de elfde keer deel.

## Deelnemers en resultaten

### Alpineskiën
| Olympiër        | Discipline       | Resultaat | Prestatie                                              |
| --------------- | ---------------- | --------- | ------------------------------------------------------ |
| Richard Biggins | super g (m)      | 31e       | 1.47,38 (+7,72)                                        |
| Richard Biggins | reuzenslalom (m) | 32e       | run 1: 1.09,33 run 2: 1.06,15 totaal: 2.15,48 (+9,11)  |
| Richard Biggins | slalom (m)       | DNF-1     | run 1: opgave                                          |
| Peter Forras    | afdaling (m)     | DNF       | opgave                                                 |
| Peter Forras    | combinatie (m)   | DSQ-a     | afdaling: gediskwalificeerd                            |
| Steven Lee      | afdaling (m)     | 22e       | 2.04,46 (+4,83)                                        |
| Steven Lee      | super g (m)      | DNF       | opgave                                                 |
| Steven Lee      | reuzenslalom (m) | 36e       | run 1: 1.10,64 run 2: 1.06,90 totaal: 2.17,54 (+11,17) |
| Steven Lee      | combinatie (m)   | DSQ-a     | afdaling: gediskwalificeerd                            |

### Biatlon
| Olympiër    | Discipline | Resultaat | Prestatie                                    |
| ----------- | ---------- | --------- | -------------------------------------------- |
| Andrew Paul | 10 km (m)  | 62e       | 30.36,6 (+5.28,5) pen.: 1 (0 + 1)            |
| Andrew Paul | 20 km (m)  | 57e       | 1:08.59,3 (+12.26,0) pen.: 6 (3 + 2 + 1 + 0) |

### Bobsleeën
| Olympiër                                                 | Discipline                 | Resultaat | Prestatie                                                                           |
| -------------------------------------------------------- | -------------------------- | --------- | ----------------------------------------------------------------------------------- |
| Adrian Di Piazza Simon Dodd                              | 2-mansbob (m) Australië I  | 26e       | run 1: 1.00,03 run 2: 1.00,94 run 3: 1.01,23 run 4: 1.00,41 totaal: 4.02,61 (+9,13) |
| Angus Stuart Martin Harland                              | 2-mansbob (m) Australië II | 23e       | run 1: 59,21 run 2: 1.00,15 run 3: 1.01,38 run 4: 1.00,49 totaal: 4.01,23 (+7,75)   |
| Adrian Di Piazza Martin Harland Simon Dodd Stephen Craig | 4-mansbob (m) Australië I  | 23e       | run 1: 58,20 run 2: 58,87 run 3: 57,25 run 4: 59,02 totaal: 3.53,34 (+5,83)         |

### Kunstrijden
| Olympiër                       | Discipline | Resultaat | Prestatie |
| ------------------------------ | ---------- | --------- | --- |
| Cameron Medhurst               | mannen     | 19e       | verplichte figuren: 18e met 10,8 punten korte kür: 16e met 6,4 punten lange kür: 20e met 20,0 punten totaal: 37,2 punten    |
| Tracy Brook                    | vrouwen    | 25e       | verplichte figuren: 26e met 15,6 punten korte kür: 23e met 9,2 punten lange kür: niet gekwalificeerd                        |
| Monica MacDonald Rodney Clarke | ijsdansen  | 20e       | verplichte dans: 20e met 12,0 punten originele dans: 20e met 8,0 punten vrije dans: 20e met 20,0 punten totaal: 40,0 punten |

### Langlaufen
| Olympiër      | Discipline         | Resultaat | Prestatie            |
| ------------- | ------------------ | --------- | -------------------- |
| Chris Heberle | 15 km klassiek (m) | 33e       | 45.19,5 (+4.00,6)    |
| Chris Heberle | 30 km klassiek (m) | 45e       | 1:34.25,6 (+9.59,3)  |
| David Hislop  | 15 km klassiek (m) | 70e       | 50.19,8 (+9.00,9)    |
| David Hislop  | 30 km klassiek (m) | 62e       | 1:38.48,8 (+14.22,5) |

### Schaatsen
| Olympiër           | Discipline   | Resultaat | Prestatie         |
| ------------------ | ------------ | --------- | ----------------- |
| Colin Coates       | 10.000 m (m) | 26e       | 14.41,88 (+53,68) |
| Danny Kah          | 1500 m (m)   | 14e       | 1.55,19 (+3,13)   |
| Danny Kah          | 5000 m (m)   | 10e       | 6.52,14 (+7,51)   |
| Mike Richmond      | 500 m (m)    | 23e       | 37,77 (+1,32)     |
| Mike Richmond      | 1000 m (m)   | 14e       | 1.14,61 (+1,58)   |
| Mike Richmond      | 1500 m (m)   | 12e       | 1.54,95 (+2,89)   |
| Phillip Tahmindjis | 1000 m (m)   | 31e       | 1.16,38 (+3,35)   |
| Phillip Tahmindjis | 1500 m (m)   | 32e       | 1.57,63 (+5,57)   |

Amerikaanse Maagdeneilanden · Andorra · Argentinië · Australië · België · Bolivia · Bondsrepubliek Duitsland · Bulgarije · Canada · Chili · China · Chinees Taipei · Costa Rica · Cyprus · Denemarken · Duitse Democratische Republiek · Fiji · Filipijnen · Finland · Frankrijk · Griekenland · Groot-Brittannië · Guam · Guatemala · Hongarije · IJsland · India · Italië · Jamaica · Japan · Joegoslavië · Libanon · Liechtenstein · Luxemburg · Marokko · Mexico · Monaco · Mongolië · Nederland · Nederlandse Antillen · Nieuw-Zeeland · Noord-Korea · Noorwegen · Oostenrijk · Polen · Portugal · Puerto Rico · Roemenië · San Marino · Sovjet-Unie · Spanje · Tsjecho-Slowakije · Turkije · Verenigde Staten · Zuid-Korea · Zweden · Zwitserland